# بولونیا
بولونیا (به ایتالیایی: Bologna) بزرگ‌ترین شهر و مرکز ناحیهٔ امیلیا رومانیا و نیز استان بولونیا در شمال ایتالیا است. بولونیا با جمعیتی بالغ بر ۲۵۷ ۳۸۸ تن، هفتمین شهر پرجمعیت در کشور ایتالیا به‌شمار می‌آید.
قدیمی‌ترین دانشگاه جهان، دانشگاه بولونیا در این شهر قرار دارد. همچنین مقر کمپانی‌های خودروسازی فراری و مازراتی در نزدیکی بولونیا واقع شده‌اند.
از این شهر بعضاً به‌عنوان گران‌ترین شهر ایتالیا یاد می‌شود. پیاتزا ماجوره میدان اصلی شهر بولونیا است.

## جغرافیا
بولونیا شهری در شمال ایتالیا و مرکز استان امیلیا رومانیا، دشتی حاصلخیز در کوهپایهٔ رشته‌کوه‌های آپنینه. مرکز بزرگ نقل‌وانتقالات و بازار کشاورزی، بولونیا مرکز تلاقی جاده‌های اصلی و راه‌آهن است که شمال ایتالیا را با مدیترانه و سواحل جنوبی آدریاتیک پیوند می‌زند.

## اقتصاد
صنایع اصلی تولید فراورده‌های غذایی، وسایل نقلیه موتوری (ازجمله شرکت‌های مازراتی و فراری) و پوشاک و بانکداری است.

## معماری
بولونیا مرکز بزرگ آموزش و فرهنگ در دورهٔ میانه و اوایل رنسانس بود.
در مرکز میان‌سده‌ای شهر ساختمان‌های نما آجری و گچی سیمانی به رنگ‌های گرم، گذرگاه‌های مسقف با مغازه‌های کوچک، خیابان‌های سنگ‌فرش‌شدهٔ زیاد و میادین بیشمار دیده می‌شود.
حاشیهٔ مدرن‌شده، مرکز شهر را احاطه کرده‌است. سن پترونیو (San Petronio) کلیسای پرابهت بولونیاست، که رو به میدان بزرگ (Piazza Maggiore) که میدان اصلی شهر است واقع شده.
این میدان در سال ۱۳۹۰ شروع به ساخت شد، اما نماهای ظاهری آن هیچگاه کامل نشد. محوطه وسیع درونی به سبک گوتیک ساخته شده‌است.
از کلیساهای قابل توجه دیگر یکی سن دومنیکو (San Domenico) است، که در سال ۱۲۲۱ بنا شد، اما بین ۱۷۲۹ تا ۱۷۳۲ کاملاً اصلاح و دگرگون شد و دیگری هم سن فرانچسکو (San Francesco) که ساخت آن از سال ۱۲۳۶ تا ۱۲۶۳ طول کشید و بعد از خسارت زیادی که در جنگ جهانی دوم دید، مرمت شده‌است.

## آموزش
بولونیا مرکز آموزش و نشر است و دانشگاه بولونیا قدیمی‌ترین دانشگاه جهان، موزه‌های نقاشی، باستان‌شناسی و صنایع باستانی توسکان در آن واقع شده‌است.
آکادمی هنرهای زیبای بولونیا نیز یکی از قدیمی‌ترین و معتبرترین در میان آکادمی‌های هنری سراسر ایتالیا ست.

## ورزش
باشگاه فوتبال بولونیا و باشگاه اتومبیلرانی اسکودریا فراری از مهمترین تیم های ورزشی این شهر هستند. 
اماکن ورزشی معروفی مانند؛ ورزشگاه رناتو دلارا و یونیپل آرنا ؛در این شهر خودنمایی می‌کنند.

## نگارخانه

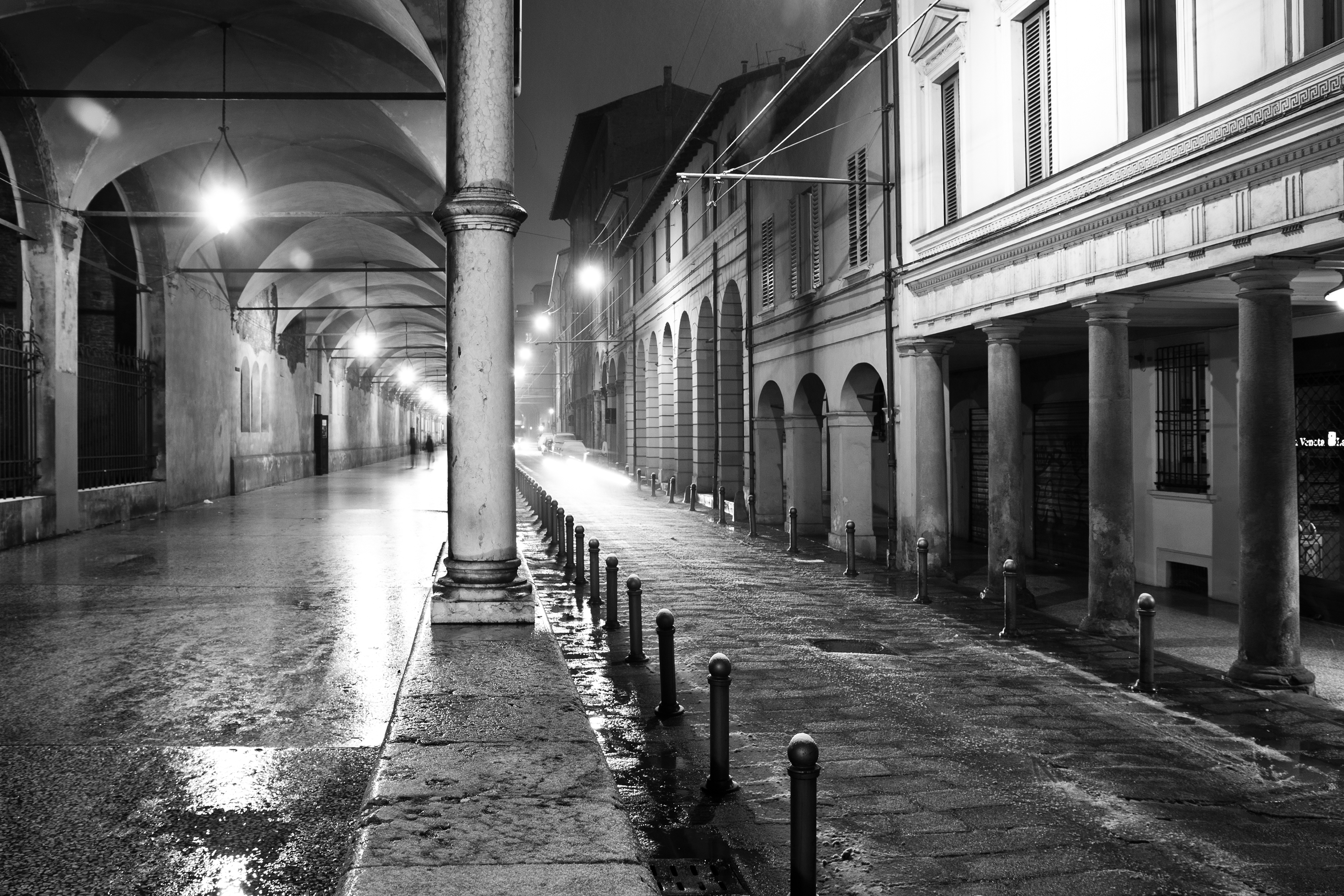
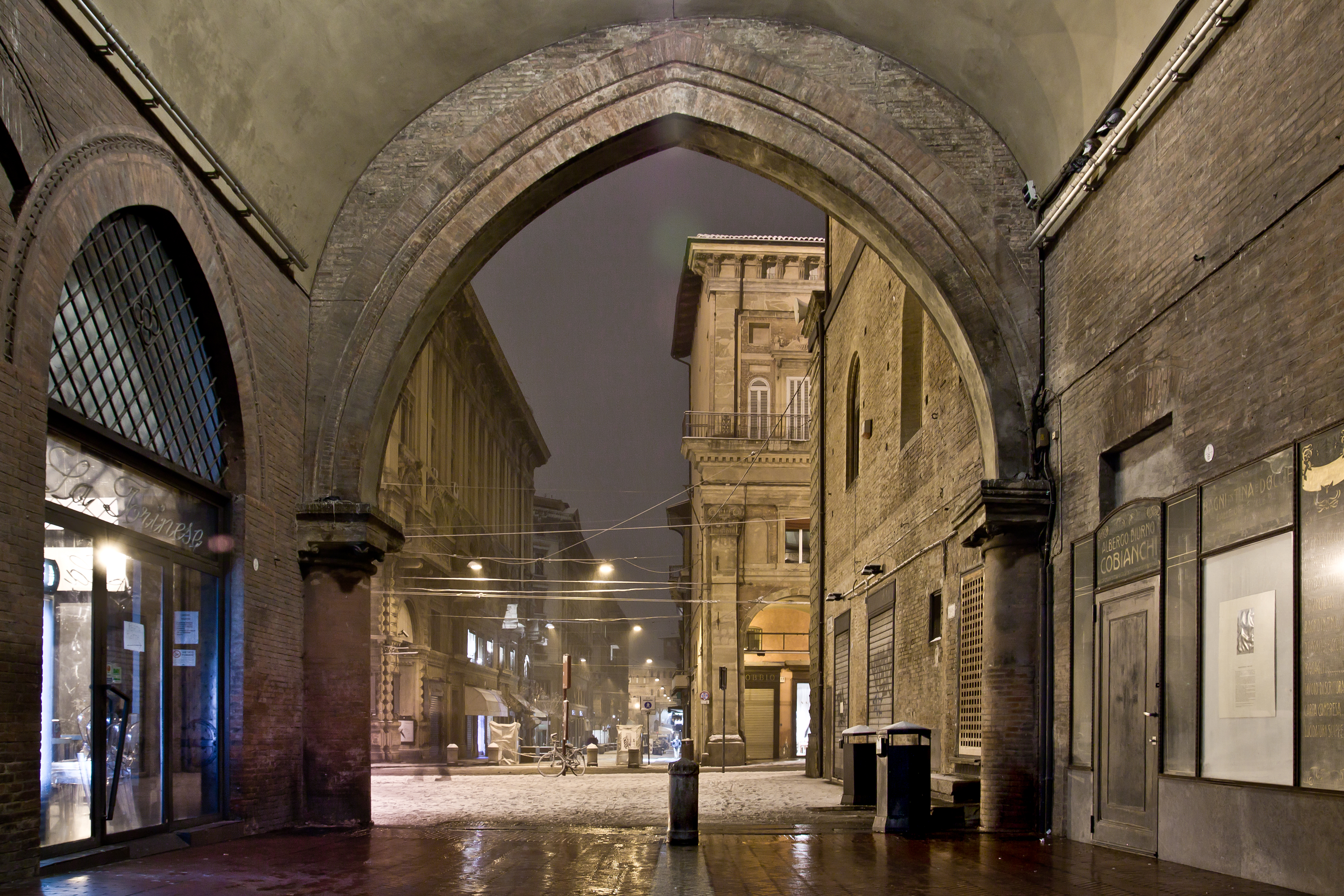
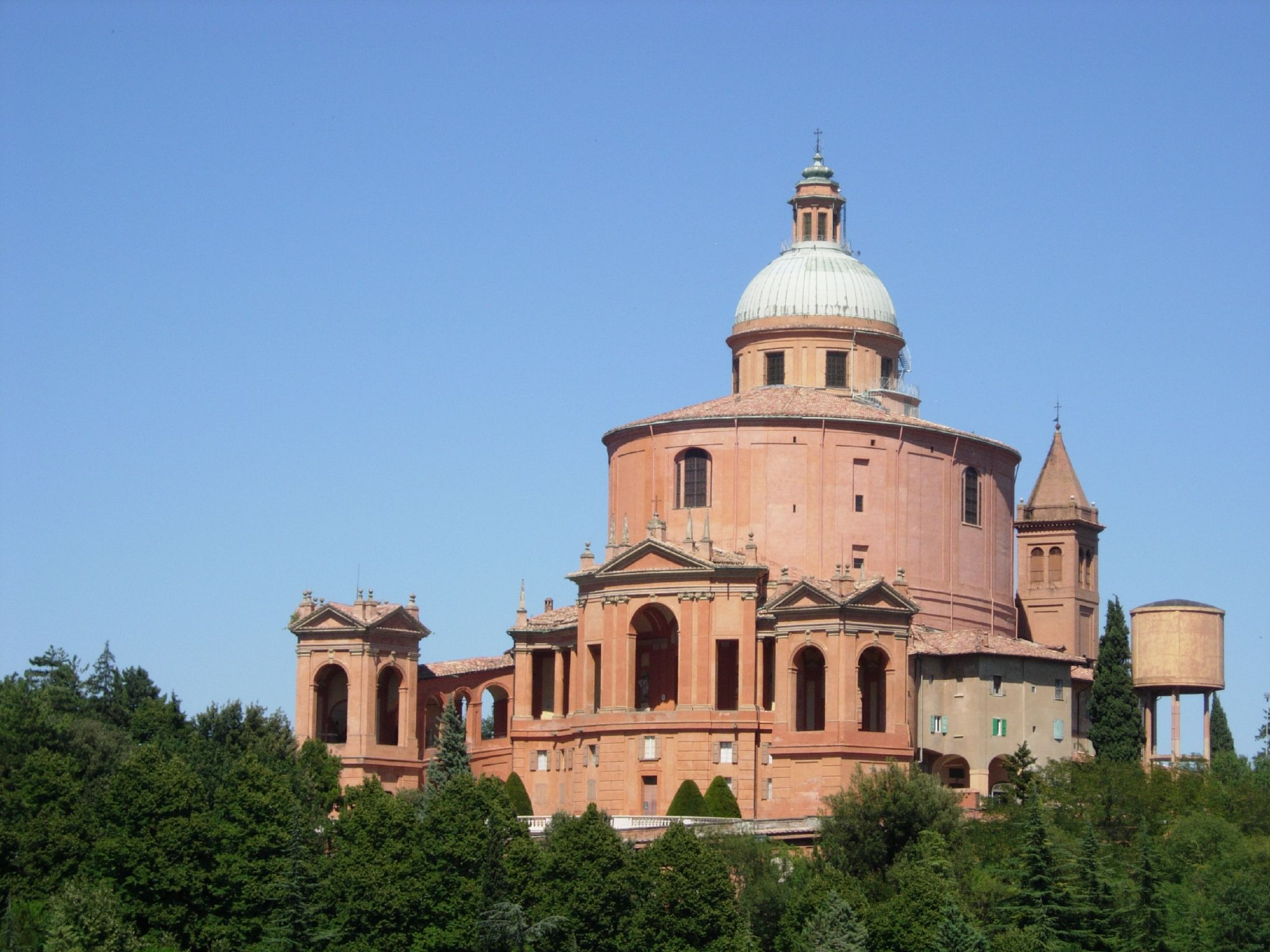